# Toblerone

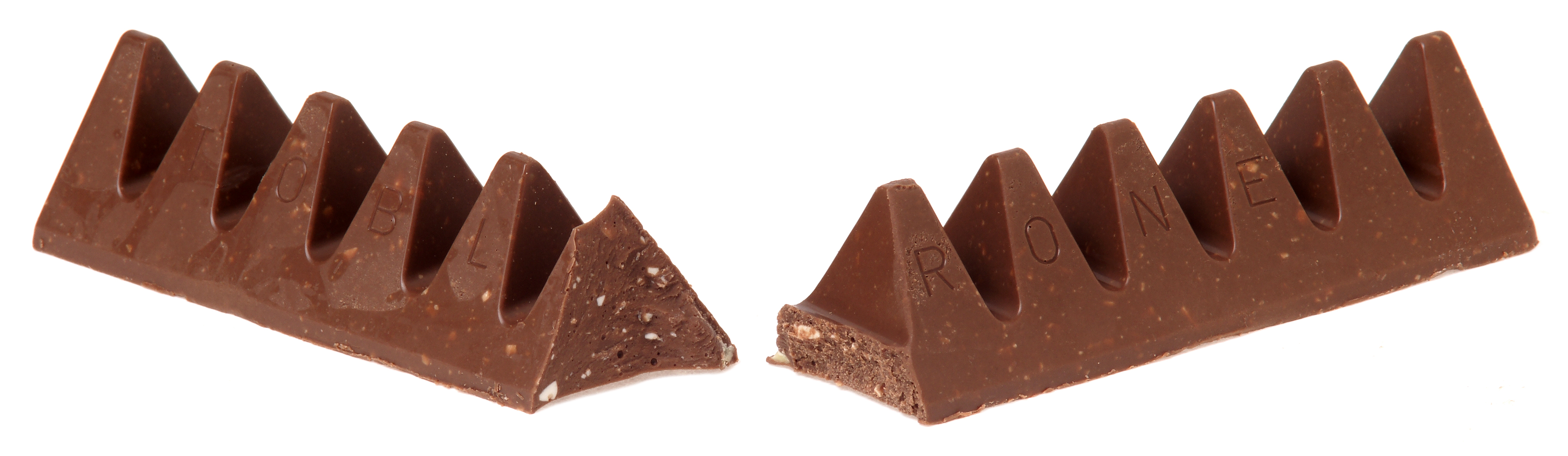
Toblerone, geteilt

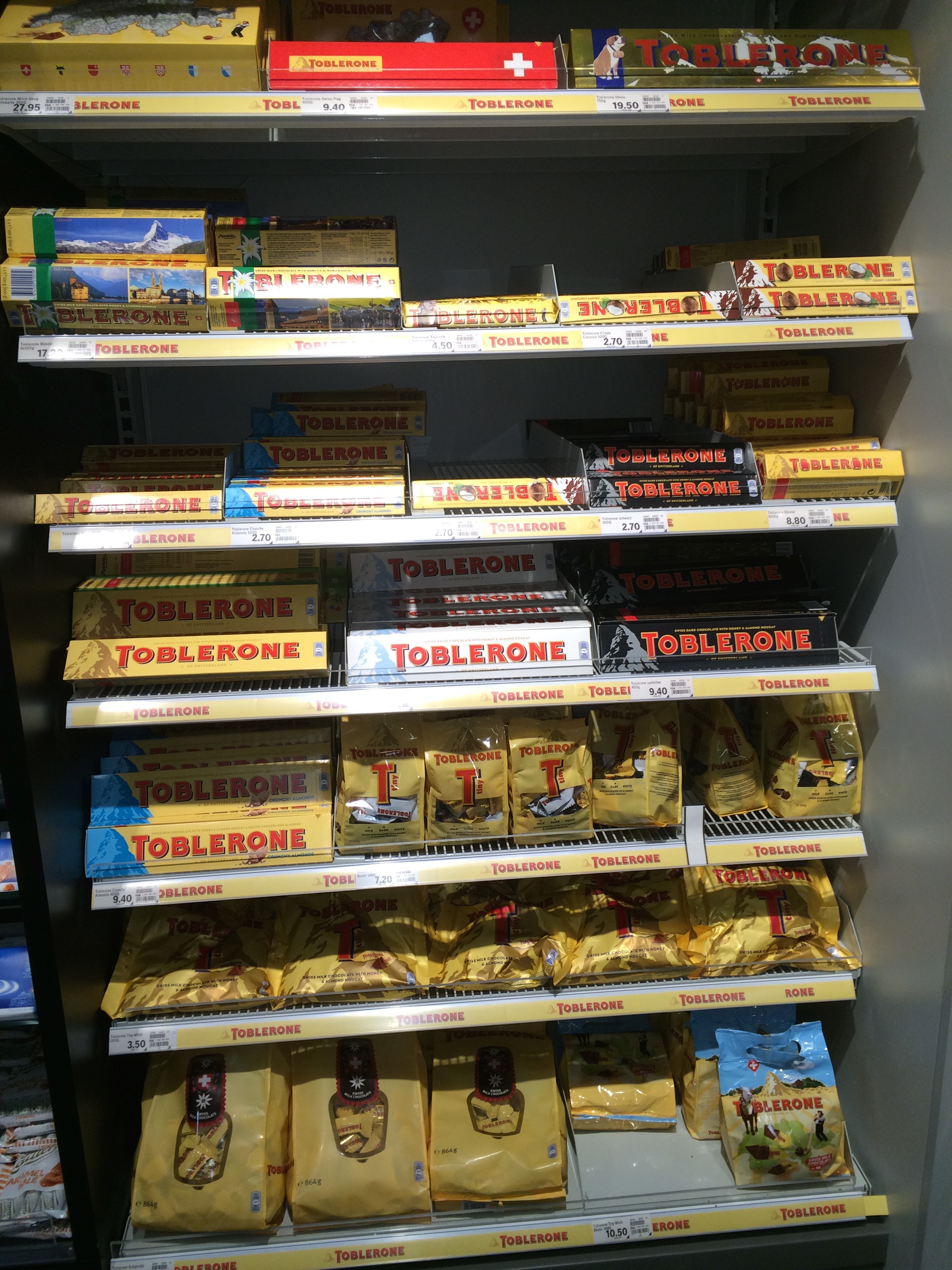
Toblerone-Produkte in einem Warenhaus (2016)

Toblerone ist eine Schokoladenmarke, die – ursprünglich von Tobler & Cie. in der Schweiz hergestellt – seit 1990 vom US-amerikanischen Hersteller Mondelez International (früher Kraft Foods) produziert und in 122 Staaten verkauft wird. Die erste Tobleronefabrik steht in Bern; eine Verlagerung der Produktion ins slowakische Bratislava fand Mitte 2023 statt. Durch die Schliessung der Fabrik in der Schweiz und der Verlagerung ins Ausland hat Toblerone die als Qualitätssiegel dienende Herkunftsbezeichnung Swiss made verloren.
Die mit Torrone angereicherte Toblerone hat einen dreieckigen Querschnitt und ist in verschiedenen Grössen erhältlich; wahlweise aus Vollmilch-, Zartbitter- oder weisser Schokolade.

## Geschichte

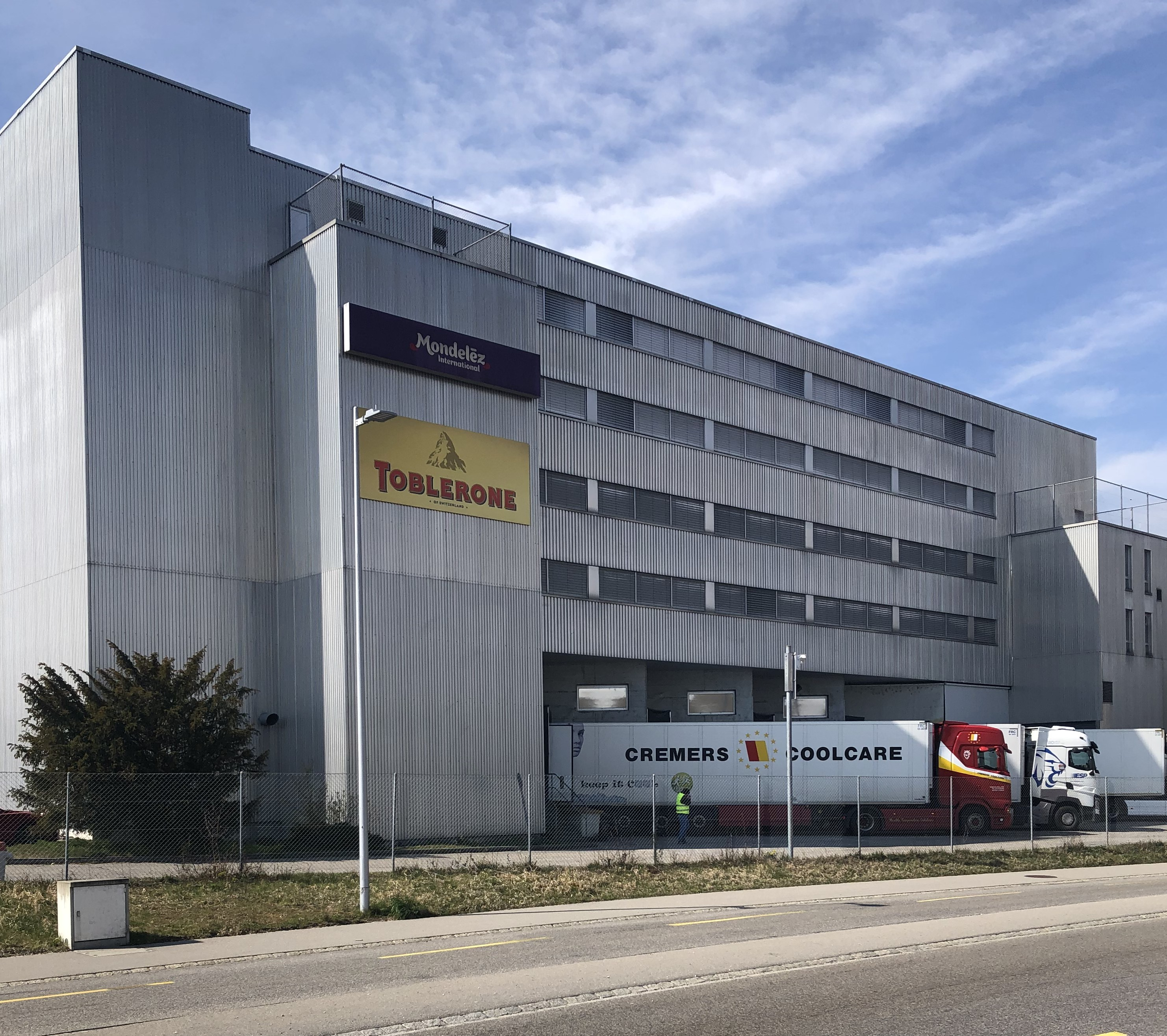
Produktionsgebäude in Bern-Brünnen (2020)

Die Toblerone wurde 1908 von den Chocolatiers Theodor Tobler und Emil Baumann erfunden. Der Name ist eine Zusammensetzung aus „Tobler“ und „Torrone“, dem italienischen Namen für Honig-Mandel-Nougat.
Die Toblerone kam bereits in der typisch prismatischen Form auf den Markt, welche seit 1909 rechtlich geschützt ist. Über die dreieckige Form der Toblerone gibt es verschiedene Legenden. Meist wird angenommen, dass sich Theodor Tobler von der heimischen Bergwelt hatte inspirieren lassen, namentlich vom Matterhorn mit seiner charakteristischen Dreiecksform. Theodors Söhnen zufolge waren aber Tänzerinnen der Pariser Revue Folies Bergère, die sich während einer Vorstellung in ihren rot-cremefarbigen Kleidchen zu einer Pyramide formiert hatten, Vorbild für die Toblerone.
1969 wurde erstmals neben der „klassischen“ Toblerone in verschiedenen Grössen ein weiteres Toblerone-Produkt eingeführt: die schwarze Toblerone (inzwischen «Toblerone Dunkel» genannt). 1973 folgte die weisse, in den 1990er-Jahren die blaue, 2008 die lila Toblerone «Fruit & Nut» mit Weinbeeren und 2009 die Sorte «Honey & Crisp».
Durch die Fusion mit Philippe Suchard – dem Erfinder der Marke Milka – entstand 1970 das Unternehmen Interfood. Durch eine weitere Fusion mit dem traditionsreichen Bremer Kaffeeröster Jacobs entstand 1982 Jacobs Suchard. Seit 1990 gehören die Marken von Jacobs Suchard – darunter Toblerone – dem US-Lebensmittelkonzern Mondelez International (damals Kraft Foods), der die Mehrheit an Jacobs Suchard erworben hatte. 1997 nahm die österreichische Lebensmittelkette Billa die Toblerone vorübergehend wegen möglicher Verwendung von genmodifiziertem Lecithin aus den Regalen. 2018 wurde eine Halal-Zertifizierung des Produkts beantragt.
Von Ende 2023 an soll erstmals ein Teil der Toblerone-Produkte nicht mehr in Bern oder überhaupt in der Schweiz hergestellt werden, sondern in der Slowakei. Bis Mitte 2023 stand auf der Verpackung noch „Schweizer Milchschokolade“. Diese Herkunftsbezeichnung musste Mondelez streichen, denn gemäß einer Branchenvereinbarung dürfen nur diejenigen Produkte dieses Siegel tragen, die zu 100 % über alle Arbeitsschritte hinweg in der Schweiz produziert worden sind. Im Februar 2023 wurde bekannt, dass mit der Produktionsverlagerung auch der Verlust des ikonischen Logos in Form des Matterhorns einhergehen wird. Demnach darf das Unternehmen dieses gemäss der Regeln der Swissness-Markenidentität nicht mehr führen.

### Änderung der Form 2016
Anfang November 2016 brachte Mondelez International im Vereinigten Königreich eine Toblerone im speziellen Design, mit grösserem Abstand zwischen den einzelnen Zacken und dadurch zehn Prozent verringertem Gewicht auf den Markt. Begründet wurde die Änderung mit höheren Einkaufspreisen. In den Medien und sozialen Netzwerken wurde spekuliert, dass dies eine Folge der Abwertung des Britischen Pfunds infolge der Brexit-Entscheidung sei. Dies führte zu ablehnenden Kommentaren in den Medien. Kurz darauf wurde auch die in Deutschland vertriebene Toblerone-Packung von 400 auf 360 Gramm reduziert. Während die englische Version von 12 auf 9 Zacken reduziert wurde, wurde die kompaktere deutsche Version von 15 auf 11 gekürzt. Am 21. Juli 2018 kündigte Mondelez an, dass die britische Variante mit dem vergrösserten Zackenabstand zugunsten der ursprünglichen Form zurückgenommen werde, da die Änderung bei den Kunden nicht gut angekommen sei. Die bisherige Packungsgrösse im Vereinigten Königreich solle von 150 Gramm auf 200 Gramm erhöht werden. Über den Preis wurde zunächst nichts bekannt.

## Logo
Das ursprüngliche Logo auf der Verpackung zeigte einen Adler mit Schweizer und Berner Fahne in den Krallen, dahinter eine Bergkulisse. Erst in den 1960er-Jahren tauchte das Matterhorn auf dem kleinen Seitendreieck auf. Im Jahr 2000 rückte es auf die Längsseite der Toblerone. Darin versteckt ist ein Bär als Hinweis auf die Stadt Bern.

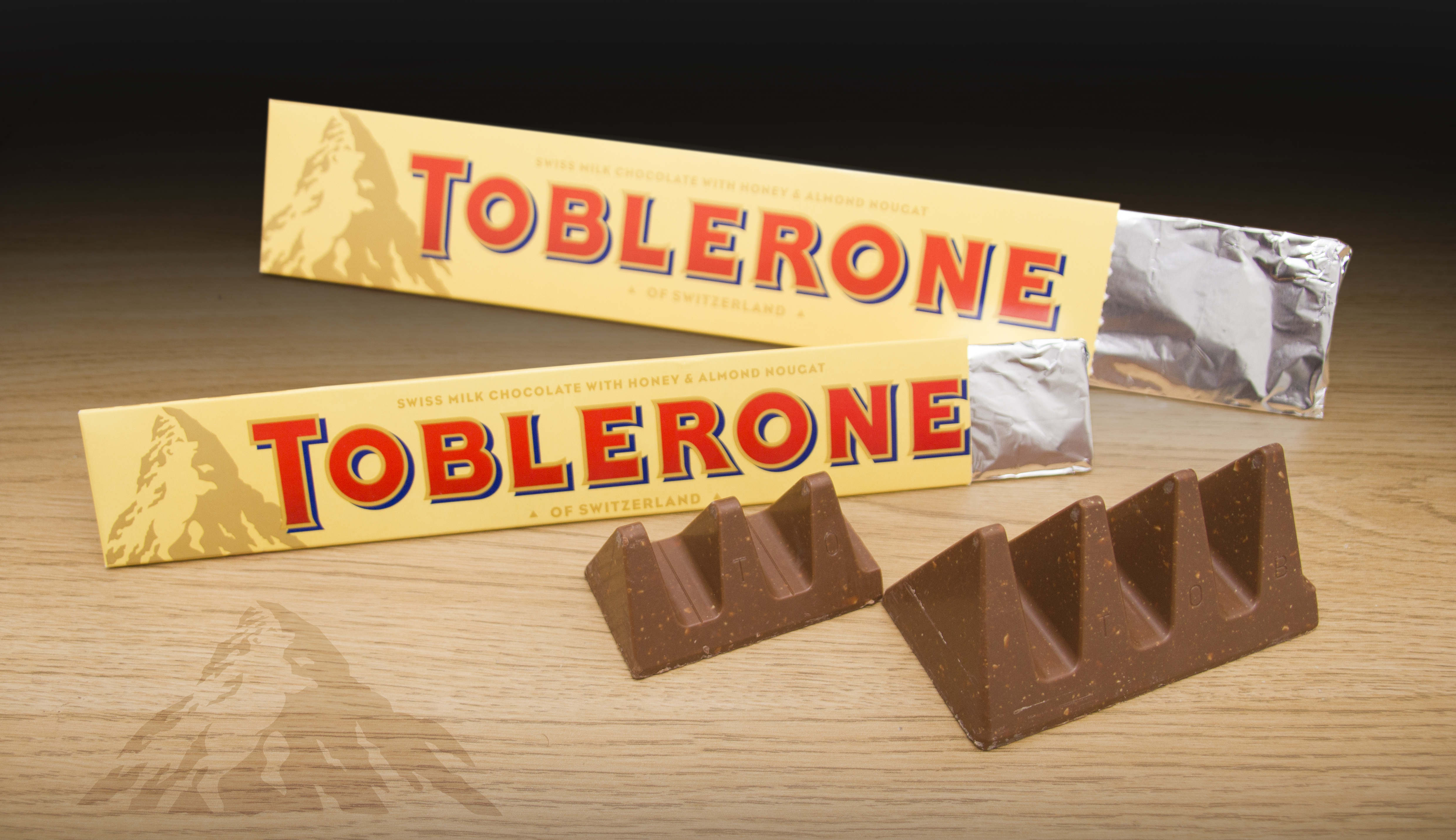
Das alte Toblerone-Logo in Form des Matterhorns mit einer Schattensilhouette des Berner Bärs.

 2023 musste das charakteristische Matterhorn-Logo verändert werden. Durch die Verlegung der Produktion in die Slowakei hatte Toblerone das 2016 gesetzlich festgelegte Qualitätssiegel der „Swissness“ verloren, was Hinweise auf schweizerische Nationalsymbole auf Verpackungen untersagt. Ersetzt wurde der wiedererkennbare Gipfel durch einen stilisierten, generischen Berg mit Bär.

## Rezeption und Ableitungen

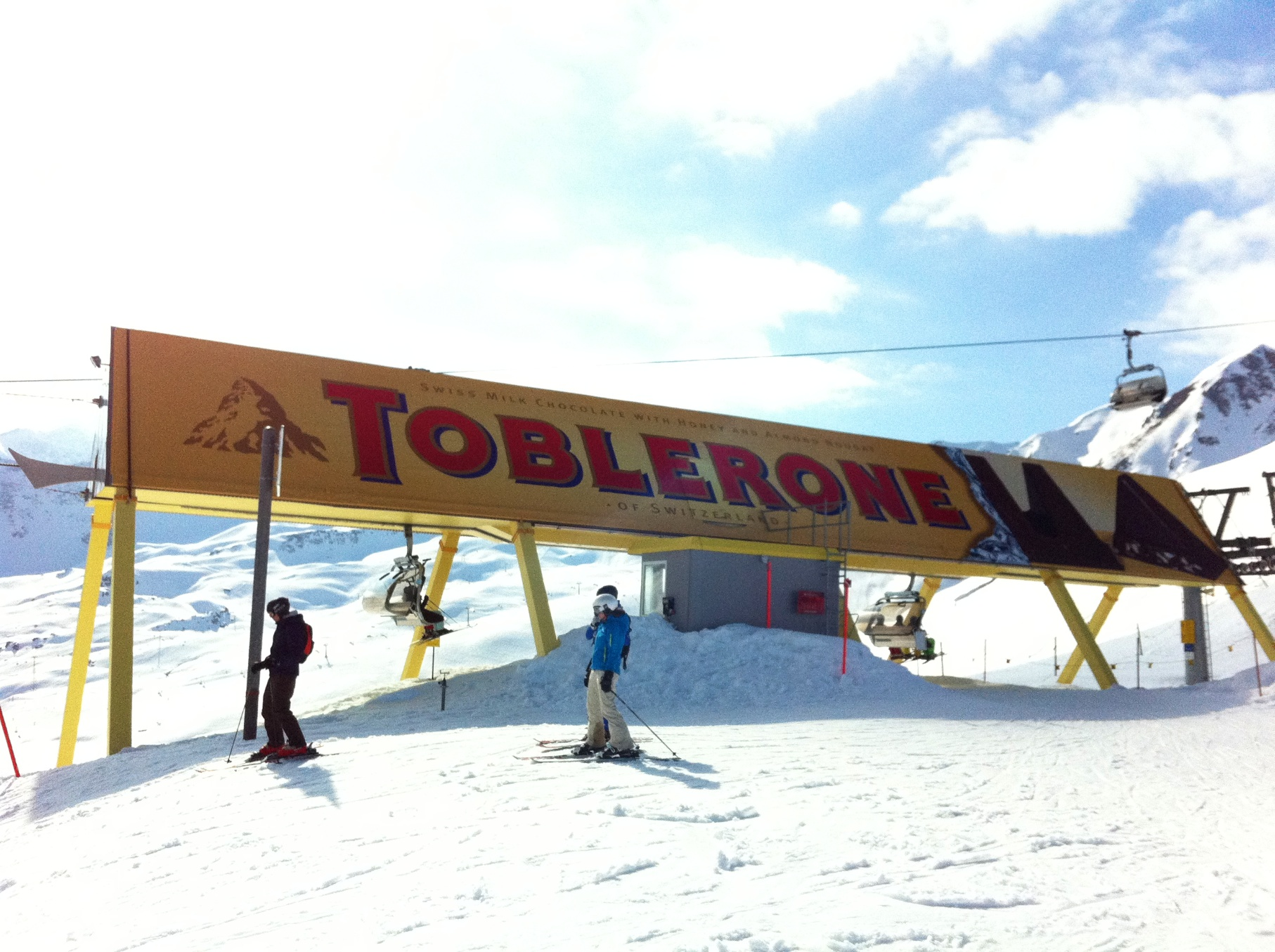
Toblerone-Werbung an der Sesselbahn Carmenna, Arosa (2012)

- Der Tobleroneweg ist eine Verteidigungslinie, die in den 1930er-Jahren nahe Gland im Kanton Waadt in der Schweiz gebaut wurde und ihren Namen erhielt, weil die Form der als Panzerhindernis verwendeten Betonblöcke der Schokolade ähnelt.

- Als Toblerone-Affäre wurde ein im Oktober 1995 bekannt gewordener politischer Skandal in Schweden bezeichnet, in dessen Mittelpunkt die sozialdemokratische Politikerin Mona Sahlin stand. Ihr konnte unter anderem nachgewiesen werden, dass sie verschiedene Waren für den privaten Gebrauch mit einer dienstlichen Kreditkarte bezahlt hatte, darunter auch einige Toblerone-Riegel.

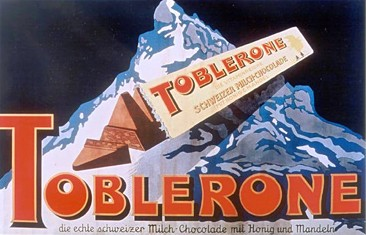
Werbung in den 1920ern

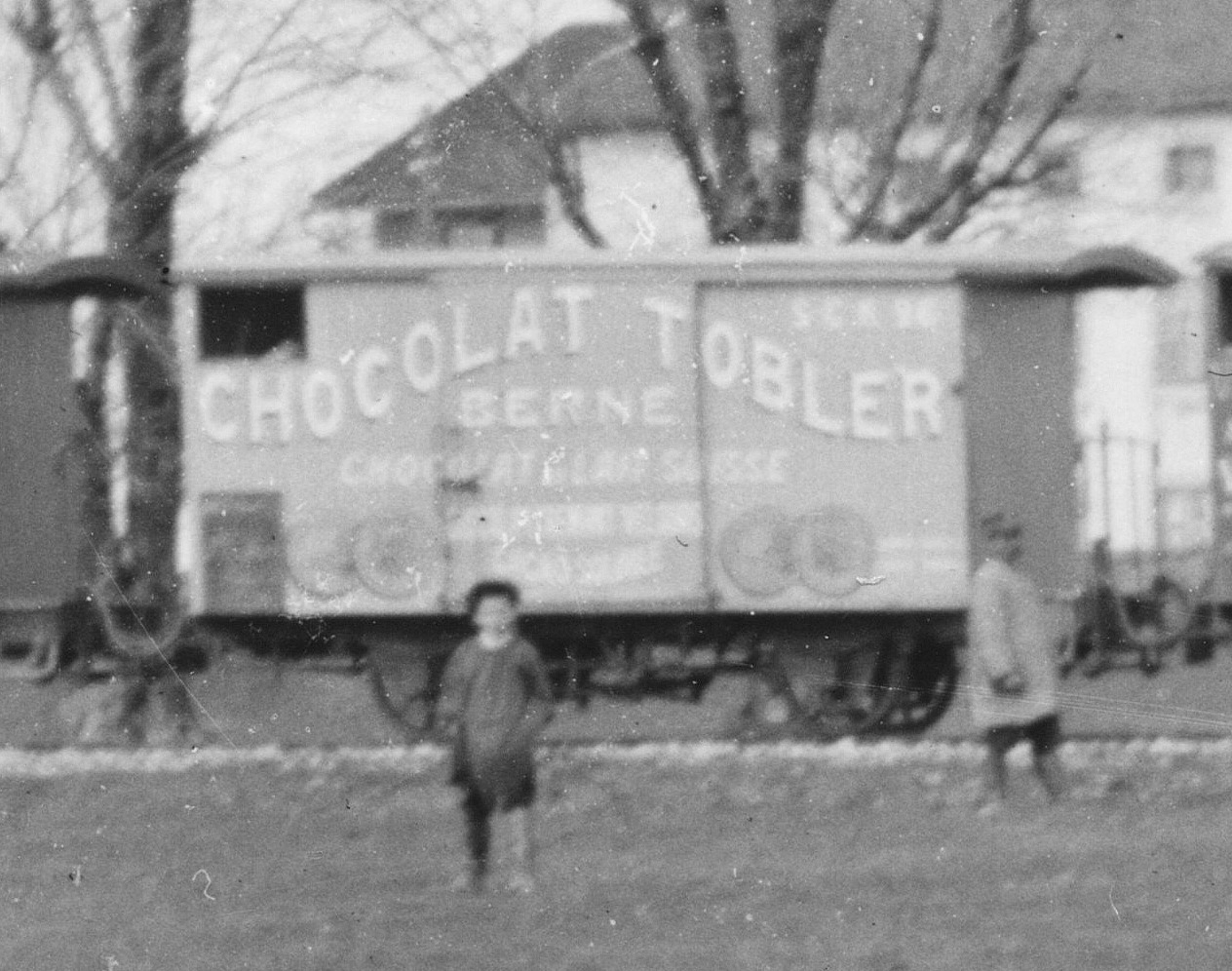
Toblerone (1932)